# Peter Heine Nielsen
Peter Heine Nielsen, född 24 maj 1973 i Holstebro, är en dansk schackspelare. Han är stormästare i schack (GM) och femfaldig dansk mästare, åren 1996, 1999, 2001, 2003, 2008.

## Shogi
Nielsen började med framgång spela shogi 2012 och hade i maj 2017 nått nivån 2 dan. I maj 2017 vann han också det danska mästerskapet i shogi.

## Personligt
Nielsen bor i Litauen med sin fru, stormästaren i schack Viktorija Čmilytė-Nielsen.